# Lutzomyia columbiana
Lutzomyia columbiana är en tvåvingeart som först beskrevs av Ristorcelli A., Van ty D. 1941.  Lutzomyia columbiana ingår i släktet Lutzomyia och familjen fjärilsmyggor.
Artens utbredningsområde är Colombia. Inga underarter finns listade i Catalogue of Life.